# Ventrifossa
Ventrifossa és un gènere de peixos actinopterigis de la família dels macrúrids i de l'ordre dels gadiformes.

## Taxonomia
- Ventrifossa atherodon (Gilbert & Cramer, 1897)[3]
- Ventrifossa ctenomelas (Gilbert & Cramer, 1897)[3]
- Ventrifossa divergens (Gilbert & Hubbs, 1920)[4]
- Ventrifossa fusca (Okamura, 1982)[5]
- Ventrifossa garmani (Jordan & Gilbert, 1904)[6]
- Ventrifossa gomoni (Iwamoto & Williams, 1999)[7]
- Ventrifossa johnboborum (Iwamoto, 1982)[8]
- Ventrifossa longibarbata (Okamura, 1982)[5]
- Ventrifossa macrodon (Sazonov & Iwamoto, 1992)[9]
- Ventrifossa macropogon (Marshall, 1973)[10]
- Ventrifossa macroptera (Okamura, 1982)[5]
- Ventrifossa misakia (Jordan & Gilbert, 1904)[6]
- Ventrifossa mucocephalus (Marshall, 1973)[10]
- Ventrifossa mystax (Iwamoto & Anderson, 1994)[11]
- Ventrifossa nasuta (Smith, 1935)[12]
- Ventrifossa nigrodorsalis (Gilbert & Hubbs, 1920)[4]
- Ventrifossa obtusirostris (Sazonov & Iwamoto, 1992)[9]
- Ventrifossa paxtoni (Iwamoto & Williams, 1999)[7]
- Ventrifossa petersonii (Alcock, 1891)[13]
- Ventrifossa rhipidodorsalis (Okamura, 1984)[14]
- Ventrifossa saikaiensis (Okamura, 1984)[14]
- Ventrifossa sazonovi (Iwamoto & Williams, 1999)[7]
- Ventrifossa teres (Sazonov & Iwamoto, 1992)[9]
- Ventrifossa vinolenta (Iwamoto & Merrett, 1997)[15][16][17][18][19][20][21][22]